# Vajon létezik szerelem első látásra?
A Vajon létezik szerelem első látásra? (eredeti cím: Love at First Sight) 2023-ban bemutatott amerikai romantikus filmvígjáték, amelyet Vanessa Caswill rendezett, Jennifer E. Smith azonos című regénye alapján. A főbb szerepekben Haley Lu Richardson, Ben Hardy, Jameela Jamil, Rob Delaney, Sally Phillips és Dexter Fletcher látható.
Amerikában és Magyarországon 2023. szeptember 15-én mutatták be a Netflixen.

## Cselekmény
A 20 éves amerikai diáklány, Hadley Sullivan, aki hajlamos a késésre, és nem mindig van nála teljesen feltöltött telefon, négy perccel lekési a londoni járatát, de sikerül átfoglalni a következőre. Ezután a mobiltelefon-töltőállomáson találkozik a 22 éves brit Yale-hallgatóval, Oliver Jones-szal, aki felajánlja, hogy kölcsönadja neki a telefontöltőjét. Jól kijönnek egymással, és együtt vacsoráznak.
A büfében Oliver megtudja, hogy Hadley Londonba repül az apja esküvőjére, miután már elvált az anyjától. Hadley megtudja, hogy Oliver statisztikai következtetést tanul, és egy kutatási projektet végez, bár kissé homályos, hogy miről is van szó. Hadley bevallja, hogy aggályai vannak az esküvőn való részvétellel kapcsolatban, de Oliver arra biztatja, hogy bocsásson meg az apjának, és béküljön ki vele.
Látva, hogy Olivér egy ruhazsákot visz, Hadley feltételezi, hogy Olivér is esküvőre megy, és ezt nem is vitatja. A beszállás után elválnak útjaik, de amikor Oliver elfoglalja a helyét, a biztonsági öve elszakad, és a Hadley melletti ülésre kerül. A repülést azzal töltik, hogy egymásba szeretnek.
Leszállás után Oliver megadja Hadley-nek a telefonszámát, hogy küldjön neki sms-t, de a telefonja lemerül, és elveszíti a számot. Mivel nem találja Olivert, Hadley elmegy az apja, Andrew és menyasszonya, Charlotte esküvőjére, ahová közvetlenül a kezdés előtt érkezik. Miközben Hadley még mindig küszködik apja döntésével, hogy újra férjhez megy, megdöbben Charlotte kedvességén és azon, hogy tekintettel van rá és Andrew boldogságára.
A szertartás után Hadley meghallja, hogy a család barátai azt mondják Charlotte-nak, hogy korán távoznak, hogy részt vegyenek egy megemlékezésen. Miután meghallgat néhány részletet az elhunyt nőről, különösen azt a részt, hogy egy idősebb fia Amerikából utazik a szertartásra, Hadley rájön, hogy Oliver valójában az édesanyja megemlékezésére jött Londonba, nem pedig az esküvőre. Hadley a másodperc tört része alatt dönt úgy, hogy elmegy a megemlékezésre, mielőtt néhány óra múlva megkezdődik az esküvői fogadás.
Eközben, miután Olivert felveszi a repülőtéren a bátyja, Luther, mindketten elindulnak a megemlékezésre, amely Shakespeare-témájú. Miközben ott van, meglátogatja az édesanyját, aki valójában még él, mivel úgy döntött, hogy a saját megemlékezésén vesz részt a halála előtt, hogy ő maga is átélhesse azt. Oliver édesanyja, Tess 14 évvel korábban sikeresen kezelte a tüdőrákot, de a rákja kiújult, és ezúttal halálos betegséget diagnosztizáltak nála.
Oliver elégedetlen a döntése miatt, hogy nem akarja alávetni magát a kezelésnek, de Tess elmondja neki, hogy bármilyen kezelést is vesz igénybe, ő akkor is meg fog halni. Hadley sikeresen megtalálja a gyászszertartást, ahol találkozik Oliver öccsével, Lutherrel és a szüleivel. Miután leküzdötte kezdeti zavarát, hogy Tess még mindig életben van, végül megtalálja Olivert.
Oliver örömmel látja Hadley-t, és miután kint beszélgetnek, Oliver megpróbálja lekicsinyelni, hogy mit érez az anyja halála miatt. Hadley nyomást gyakorol rá, hogy legyen őszinte, és megjegyzi, hogy Oliver a statisztikák segítségével próbálja racionalizálni a helyzetet, ahelyett, hogy hagyná átérezni, ami történik. Megbántódva Oliver kirohan, Hadley pedig kínosan távozik. Bár Oliver bocsánatot kér, nem jó viszonyban válnak el. Oliver ezután elmondja Tessa gyászbeszédét, amelyben szívből vallja be, hogy megpróbálta számokkal mérni az életét, hogy segítsen értelmet adni a világának, de nem tudja egyszerű statisztikákra redukálni az anyja jelenlétét és jelentését.
Hadley eközben rájön, hogy a temetésen felejtette a hátizsákját, és gyalog próbál visszatérni az esküvői fogadásra, de eltéved. Kölcsönkér egy telefont, és felhívja az apját, aki Charlotte-tal érte megy. Andrew megdicséri Hadley-t, amiért vállalta a kockázatot, és lezárja az anyjától való válásával kapcsolatos érzéseit. Andrew és Charlotte is bocsánatot kér, hogy bevonták őt a terveikbe, akaratlanul is nyomást gyakorolt Hadleyra. Hadley és Andrew kibékülnek, és Charlotte-tal együtt visszatérnek a fogadásra, ahol együtt táncolnak. A megemlékezést követően Oliver családja Hadley miatt ugratja őt, de Oliver ragaszkodik hozzá, hogy nincs értelme a lányt üldözni, mivel kicsi az esélye annak, hogy a kapcsolatuk működjön. Miután megtalálják Hadley hátizsákját, megtalálják benne Andrew esküvői meghívóját, és arra biztatják Olivert, hogy keresse fel a lányt.
Oliver apja, Val elmondja neki, hogy ha tudta volna, hogy Tess végül rákban fog meghalni, miután már beleszeretett, semmit sem tett volna másképp. Ez készteti Olivert arra, hogy vállalja a kockázatot és meglátogassa Hadley-t. A fogadás helyszínén találja meg a lányt, és bevallja neki három legnagyobb félelmét: a baktériumokat, a sötétséget és a meglepetéseket, anyja rákdiagnózisa miatt. Hadley ekkor boldogan meglepi őt azzal, hogy megcsókolja. Amikor a lány megkérdezi tőle, hogy mit kutat, elárulja, hogy a szerelem első látásra statisztikai valószínűségét. A film végére kiderül, hogy Hadley és Oliver 58 éve házasok, és egy nap lányuk is lesz.

## Szereplők
| Szerep          | Színész             | Magyar hang    |
| --------------- | ------------------- | -------------- |
| Hadley Sullivan | Haley Lu Richardson | Gáspár Kata    |
| Oliver Jones    | Ben Hardy           | Nagy Gereben   |
| Andrew Sullivan | Rob Delaney         | Csankó Zoltán  |
| Charlotte       | Katrina Nare        | Mezei Kitty    |
| Narrátor        | Jameela Jamil       | Németh Borbála |
| Raleigh         | Luke Whoriskey      |                |
| Luther Jones    | Tom Taylor          | Czető Ádám     |
| Val Jones       | Dexter Fletcher     | Czvetkó Sándor |
| Tessa Jones     | Sally Phillips      | Kovács Nóra    |

### Magyar változat
- Magyar szöveg: Barabás Orsolya
- Hangmérnök: Bederna László
- Vágó: Pilipár Éva
- Gyártásvezető: Vigvári Ágnes
- Szinkronrendező: Orosz Ildikó
- Produkciós vezető: Fekete Márk

A szinkront a Direct Dub Studios készítette el.

## A film készítése
2020 novemberében Haley Lu Richardson csatlakozott a film szereplőgárdájához. Vanessa Caswill rendezte a filmet Katie Lovejoy forgatókönyvéből, amely Jennifer E. Smith 2011-es regényén alapul, Richardson pedig vezető producerként is közreműködött. 2021 januárjában Ben Hardy, Dexter Fletcher, Rob Delaney, Sally Phillips és Jameela Jamil csatlakozott a filmhez, a forgatás pedig ugyanebben a hónapban kezdődött.